# 정성철 (소방공무원)

## 생애
정성철(1962년 3월 24일 ~ 2014년 7월 17일)은 대한민국의 소방공무원으로, 강원도소방본부 특수구조단 제1항공대에서 헬기 조종사로 근무하였다. 강원도 원주시 출신으로, 2005년 12월 30일 특채 형식으로 소방공무원에 임용되었다.
평소에는 고령의 어머니와 장모를 부양하며 가정을 책임졌으며, 아들과는 최신 스마트폰 기기를 함께 사용할 정도로 기술 습득에도 적극적인 태도를 보였다. 동료들 사이에서는 과묵하면서도 책임감 강한 인물로 알려져 있었으며, 현장 구조임무에 누구보다 진지하게 임하는 베테랑 조종사로 신뢰를 받았다.
2014년 7월 14일부터 세월호 실종자 수색 지원 임무를 수행하기 위해 전남 진도에 파견되었고, 7월 17일 오전 복귀하던 중 광주광역시 광산구 장덕동 인근 아파트 밀집지역에서 헬기가 추락하였다. 해당 헬기는 유로콥터 AS365N3 기종으로, 기상 악화 속에서 비행 중 조종사의 계기 주시 소홀과 조종 기술 부족이 복합적으로 작용해 추락한 것으로 조사되었다.
순직 후 1계급 특진되어 소방령으로 추서되었다. 유족들은 "소방관으로서의 사명감이 강했던 사람"이라고 회고했으며, 동료들은 "인명 구조가 최우선이라는 철학을 평소 실천한 인물"로 기억하였다. 2014년 7월 22일 강원도청에서 합동 영결식이 거행되었고, 이후 대전 국립현충원 소방관 묘역에 안장되었다.